# IC 4985
IC 4985 је лентикуларна галаксија у сазвјежђу Паун која се налази на листи објеката дубоког неба у Индекс каталогу.
Деклинација објекта је - 70° 59' 12" а ректасцензија 20h 20m 44,1s. Привидна величина (магнитуда) објекта IC 4985 износи 13,9 а фотографска магнитуда 14,9. IC 4985 је још познат и под ознакама ESO 73-40, PGC 64505.